# Abstand- i Ausbausprachen
Abstand- i Ausbausprachen – koncepcje socjolingwistyczne wprowadzone przez Heinza Klossa, określające dwa typy kryteriów definiujących pojęcie języka: jedno zależne od wzajemnego dystansu lingwistycznego lektów (niem. Abstand), uwarunkowanego ich wewnętrzną strukturą, drugie zależne od stopnia ich elaboracji (niem. Ausbau) , wykształconej zwykle przez praktykę społeczną lub w wyniku manipulacji politycznych. Dla części języków świata oba typy kryteriów są spełnione jednocześnie .
Zgodnie z tym modelem teoretycznym dwa lekty (byty językowe) tworzą odrębne języki, jeśli dostatecznie różnią się od siebie pod względem strukturalnym (nawet przy braku ugruntowanej tradycji literackiej) lub w sytuacji, gdy są dostatecznie wypracowane funkcjonalnie i używane w największym spektrum domen komunikacyjnych . Na przykład baskijski stanowi samodzielny język (a w dodatku izolat), ponieważ strukturalnie bardzo różni się od pozostałych znanych języków (Abstand), wykazując odrębność na wszystkich płaszczyznach systemu językowego   . Baskijski, ze względu na swój odosobniony charakter, nie daje się pod żadnym względem klasyfikować jako dialekt innego języka. Z kolei języki czeski i słowacki są na tyle sobie bliskie (zob. język czeski a język słowacki), że w przypadku nieuwzględnienia czynnika elaboracji (Ausbau), zarówno w postaci odrębnych tradycji piśmiennictwa, jak i obsługiwania przez te języki rozmaitych sfer komunikacji, można by było klasyfikować czeski i słowacki jako odmiany jednego języka . Jednocześnie, zgodnie z koncepcją Klossa, należy przyjąć, że serbski i chorwacki tworzą jeden język policentryczny (zwany serbsko-chorwackim), gdyż standardowy serbski i chorwacki opierają się na tej samej podstawie strukturalnej (dialekt sztokawski).
Szacuje się, że ok. 4/5 języków świata można sklasyfikować jako odrębne języki przy użyciu samego kryterium Abstand, czyli na podstawie ich wzajemnego dystansu (niezależnie od stopnia elaboracji ich użycia) . Status takich języków byłby jasny nawet w epoce przedpiśmiennej. Elaboracja języków następuje wskutek planowania językowego i często bywa motywowana pobudkami politycznymi (np. dążeniami do podkreślenia tożsamości narodowej). Próby wyodrębniania blisko spokrewnionych języków wyłącznie na podstawie kryterium Ausbau niejednokrotnie są przedmiotem dyskusji społecznych i politycznych .
O ile języki typu Abstand wyróżnia się ze względów czysto językoznawczych, to wydzielenie języków typu Ausbau uzależnione jest nie tylko od ich cech językowych, ale również od czynników politycznych, kulturalnych, społecznych i historycznych. Należą do nich: rozwój osobnych tradycji piśmienniczych, obecność odrębnie kodyfikowanych norm językowych i ortografii, a także istnienie samodzielnych państw narodowych. Języki typu Ausbau wyróżnia się w obrębie kontinuów dialektalnych, gdzie nie jest możliwe nakreślenie ścisłych granic językowych. W skład języka typu Ausbau wchodzi autonomiczny język standardowy (zwany też ogólnym) wraz z tymi gwarami lokalnymi, które są wobec niego heteronomiczne, czyli uzależnione użytkowo (narodowy język standardowy zaspokaja potrzeby komunikacyjne w obszarach, gdzie nie jest wykorzystywana gwara)  .
W niektórych przypadkach różne formy języka policentrycznego mogą w drodze elaboracji otrzymać miano języków autonomicznych, dotyczy to np. malajskiego (malezyjskiego) i indonezyjskiego. Podobny proces ma miejsce na gruncie serbsko-chorwackim, gdzie dąży się do wyodrębniania osobnych języków: serbskiego i chorwackiego. Serbski, chorwacki i bośniacki bywają rozpatrywane jako języki typu Ausbau. Języki typu Abstand, odrębne pod względem lingwistycznym, są natomiast niekiedy pozornie „dialektyzowane”, czyli postrzegane jako odmiany języka, który wykazuje cechę elaboracji na danym obszarze (z przyczyn ideologicznych lub psychologicznych). Czeski lingwista Vít Dovalil jako przykład tego zjawiska przytacza relację między kaszubszczyzną a polszczyzną, francuskimi językami regionalnymi a językiem francuskim oraz językiem sardyńskim a włoskim .